# Нове-Пекуты
Но́ве-Пеку́ты (пол. Nowe Piekuty) — деревня в Польше, входит в состав Высокомазовецкого повета Подляского воеводства. Административный центр гмины Нове-Пекуты. Находится примерно в 15 км к юго-востоку от города Высоке-Мазовецке. По данным переписи 2011 года, в деревне проживал 231 человек.
Деревня расположена на региональной автодороге 659. Есть костёл святого Казимежа (1807), придорожная часовня (1848), воинское кладбище Первой мировой войны.